# باليون (عرقية)
باليون (بالإنجليزية: Balinese people)‏ وهم العرقية الأصلية لجزيرة بالي في إندونيسيا ويبلغ تعدادهم حوالي 3 ملايين نسمة أي حوالي 1.5 % من سكان إندونيسيا وهُم يشكلون 89% من سكان الجزيرة ويتواجد البعض منهم في جزيرة لومبوك وفي جزيرة جاوة ويتكلم الباليون باللغة بالية ويعتنق أغلبهم هندوسية بالية.

## الأصول
نشأت شعوب بالي إثر ثلاث مراحل من الهجرة. أتت موجات المهاجرين الأولى من جزيرة جاوة وكليمنتان في عصور ما قبل التاريخ وقد كانوا من سلالة الملايو الأصليين. وجاءت الموجة الثانية من شعب بالي ببطء على مر السنين من جاوة خلال الفترة الهندوسية. أمّا الموجة الثالثة والأخيرة فقد أتت من جاوة، بين القرنين الخامس عشر والسادس عشر، في نفس الوقت تقريبًا الذي اعتُنق فيه الإسلام في جاوة، ما دفع الأرستقراطيين والفلاحين بالفرار إلى بالي بعد انهيار إمبراطورية ماجاباهيت الهندوسية بهدف الهروب من تحوّر ماتارام الإسلامي. وقد أعاد هذا بدوره تشكيل ثقافة بالي إلى شكل متآلف من الثقافة الجاوية الكلاسيكية الممزوجة مع العديد من العناصر الباليّة.
وجدت دراسة للحمض النووي أجرتها كارافيت وآخرون في عام 2005، أن 12% من الكروموسومات واي لشعب بالي من أصل هندي محتمل، بينما 84% من أصول أسترونيزية محتملة، و2% من أصل ميلانيزي محتمل.

## الثقافة
ثقافة بالي عبارة عن مزيج من الديانة البوذية-الهندوسية الباليّة والأعراف الباليّة. لعل أكثر ما تشتهر به هو الرقص والدراما والنحت. تشتهر الجزيرة أيضًا بمسرح الدمى المتحركة المعروف باسم وايانغ كولت أو مسرح خيال الظل. وحتى في القرى الريفية والمهملة، فإن المعابد الجميلة أمر شائع؛ وكذلك فرق الغاميلان المهرة والممثلين الموهوبين. حتى أوراق النخيل ذات الطبقات وترتيبات الفاكهة الأنيقة التي تُقدم كقرابين من قبل نساء بالي تحمل طابعًا فنيًا فيها. وفقًا للمؤرخ الفني المكسيكي خوسيه ميغيل كوفاروباياس، فإن الأعمال الفنية من صنع فناني بالي الهواة تعتبر شكل من أشكال القرابين الروحية، ولذلك فإن هؤلاء الفنانين لا يكترثون بأمر التعرف على أعمالهم. ويتمتع فنانو بالي أيضًا بالمهارة في استنساخ الأعمال الفنية كالمنحوتات التي تشبه المنحوتات الصينية أو العربات المزخرفة بالاستناد لما يمكن رؤيته في المجلات الأجنبية.
تشتهر ثقافة بالي بحضور الغاميلان في الموسيقى والمناسبات التقليدية المختلفة لمجتمع بالي. يتم اختيار كل نوع من أنواع الموسيقى لنوع معين من الأحداث. على سبيل المثال، تختلف الموسيقى الخاصة بحفل بيودالان (الاحتفال بعيد الميلاد) عن الموسيقى المستخدمة في حفل ميتاتا (بزوغ الأسنان)، تمامًا كما هو الحال بالنسبة لحفلات الزفاف، وحفل نابين (حرق جثث الموتى)، وميلاستي (طقوس التطهير) وهكذا. يتم اختيار الأنواع المختلفة من الغاميلان أيضًا وفقًا لأنواع الرقص المختلفة في بالي. وفقًا لوالتر سبايس، فن الرقص جزء لا يتجزأ من حياة بالي بالإضافة لكونه عنصر هام لامتناهي في سلسلة من الاحتفالات أو الاهتمامات شخصية.
بشكل تقليدي، لا يُعتبر إظهار الإناث لأثدائهن أمرًا غير محتشم. ويمكن في كثير من الأحيان رؤية نساء بالي بأثداء عارية، ولكن من غير الاحتشام عرض الفخذ. في بالي الحديثة لا يتم عادة التقيد بهذه العادات بشكل صارم، ولكن ينصح الزوار إلى معابد بالي بتغطية أرجلهم.
في نظام التسمية في البالي، يظهر ترتيب ميلاد الشخص أو طائفته في اسمه.

### بوبوتان
إن البوبوتان هو ارتكاب انتحار جماعي من خلال هجمات أمامية في المعركة، ولقد لاحظ الهولنديون ذلك في البداية أثناء استعمار بالي. حدث آخر انتحار جماعي أثناء حرب الاستقلال الإندونيسية، بقيادة المقدم الأول غوستي نغوراه راي في معركة مارغارانا، وقد سُمي مطار بالي تيمنًا باسمه وتخليدًا لذكراه.

## الديانة
تؤمن الغالبية العظمى في البالي بديانة آغاما تيرتا «دين الماء المقدس». وهي طائفة شيفاويّة من الهندوسية. ويُقال إن الكهنة الهنود المرتحلين قد عرّفوا الناس على الكتابات المقدسة للهندوسية والبوذية قبل قرون عدّة. وقد قبل الناس هذا الأمر ودمجوه مع أساطيرهم الخاصة ما قبل الهندوسية. أما شعب بالي قبل موجة الهجرة الثالثة، المعروف باسم بالي آغا، فهم في الغالب ليسوا من أتباع آغاما تيرتا، إنما حافظوا على تقاليدهم الأرواحيّة الخاصة.

## المهرجانات
يحتفل الشعب بالي بالعديد من المهرجانات، بما في ذلك كرنفال كوتا ومهرجان قرية سانور، ومهرجان بالي للطائرات الورقية، حيث يُطيِّر المشاركون الطائرات الورقية بشكل السمك والطيور وأوراق الشجر بينما تعزف الأوركسترا الموسيقى التقليدية.